# Schloss Deidesheim
Das ehemalige Schloss im rheinland-pfälzischen Deidesheim ging aus einer vermutlich im 13. Jahrhundert errichteten Wasserburg hervor, von der Teile nach Zerstörungen 1689, im Pfälzischen Erbfolgekrieg, mit einer barocken Schlossanlage überbaut wurden. Hier war einst der Sitz der fürstbischöflich-speyerischen Verwaltung des Amts Deidesheim und die Fürstbischöfe residierten hier, wenn sie in der Stadt waren. In den Kellern und Scheunen lagerten die Abgaben der Bürger.
Von den mittelalterlichen Wehranlagen sind heute noch einige Teile erhalten, von dem barocken Schlossbau dagegen wenig Sichtbares; nach Verwüstungen im Zuge des Ersten Koalitionskriegs wurden zu Anfang des 19. Jahrhunderts auf den Überresten des Schlosses Bürgerhäuser errichtet. Trotz der Zerstörungen und baulichen Veränderungen im Laufe der Zeit ist die Burg noch immer als geschlossene bauliche Anlage erkennbar und dokumentiert die Bedeutung Deidesheims als Amtsstadt.

## Lage
Die Anlage liegt im Zentrum Deidesheims und ist Teil des historischen Stadtkerns; nur wenige Meter sind es von hier bis zum Marktplatz. Eingeschlossen wird das Areal der mittelalterlichen Burg vom Johannes-Mungenast-Weg, der Bahnhofstraße, der Burggasse und der Prinz-Rupprecht-Straße, mitten hindurch verläuft die Schloßstraße. Zwischen Schlossgraben und Marktplatz liegt der Dienheimer Hof; hier war früher die Vorburg.

## Geschichte

### Entstehung der Burg
Über den genauen Zeitpunkt und die Umstände der Entstehung der Burg kann nur spekuliert werden. Vermutlich wurde sie Mitte des 13. Jahrhunderts als Folge von Auseinandersetzungen zwischen den Staufern und dem Gegenkönig Wilhelm von Holland erbaut. Deidesheim gehörte damals zum Hochstift Speyer und der Speyerer Fürstbischof war Deidesheims Landesherr. Heinrich von Leiningen, Bischof von Speyer und als Kanzler in Diensten des Wilhelm von Holland, vereitelte im Sommer 1250 Bestrebungen der Grafen von Eberstein, seinen Bruder Emich für die Staufer zu gewinnen. Der staufische König Konrad IV. rächte sich dafür, indem er im August 1250 die Besitzungen des Speyerer Bischofs bei Deidesheim niederbrennen ließ. Die Bevölkerung war dieser kriegerischen Konfrontation schutzlos ausgesetzt, denn die nächsten speyerischen Festungen – die Kästenburg über Hambach und die Burg Spangenberg im Elmsteiner Tal – waren zu weit entfernt, um Zuflucht bieten zu können. Auch die nahegelegenen Heidenlöcher, eine Fliehburg, konnten diese Aufgabe nicht mehr erfüllen, da sie damals wohl schon 400 Jahre alt waren. Diese Erfahrung könnte den Anstoß zum Bau der Burg gegeben haben; bauhistorische Untersuchungen der Burg stützen diese These.

### Mittelalter
Zum ersten Mal indirekt erwähnt wurde die Burg 1292, als sich am 24. Juni der Speyerer Bischof Friedrich von Bolanden und Friedrich III. aus dem Geschlecht der Leininger hier trafen und vereinbarten, Frieden zu halten. In der Urkunde werden Burgmänner (castrenses) erwähnt – auf Deidesheimer Seite die Ritter Berthold von Schifferstadt und Eberhard Schnittlauch; Burgleute setzen das Vorhandensein einer Burg voraus. Diese gewann im Hochmittelalter an Bedeutung, dafür sprechen nicht nur das Treffen zwischen dem Speyerer Bischof und dem Leininger Grafen, auch Friedrich von Bolandens Nachfolger, Bischof Sigibodo II. von Lichtenberg, bekundete 1302 hier seine Wahlkapitulation gegenüber dem Speyerer Domkapitel. Ab 1360 wurde Deidesheim befestigt, und die Burg wurde im Nordosten in die Befestigungsanlage integriert. Von 1430 bis 1439 und nochmals von 1465 bis 1472 verpfändeten die Speyerer Bischöfe die Burg an die Herren von Handschuhsheim. 1478 fanden umfangreiche Baumaßnahmen statt, dabei wurde die Befestigung verstärkt, der Burggraben verbreitert und ein großes Amtshaus im westlichen Teil der Burg errichtet.

### Neuzeit

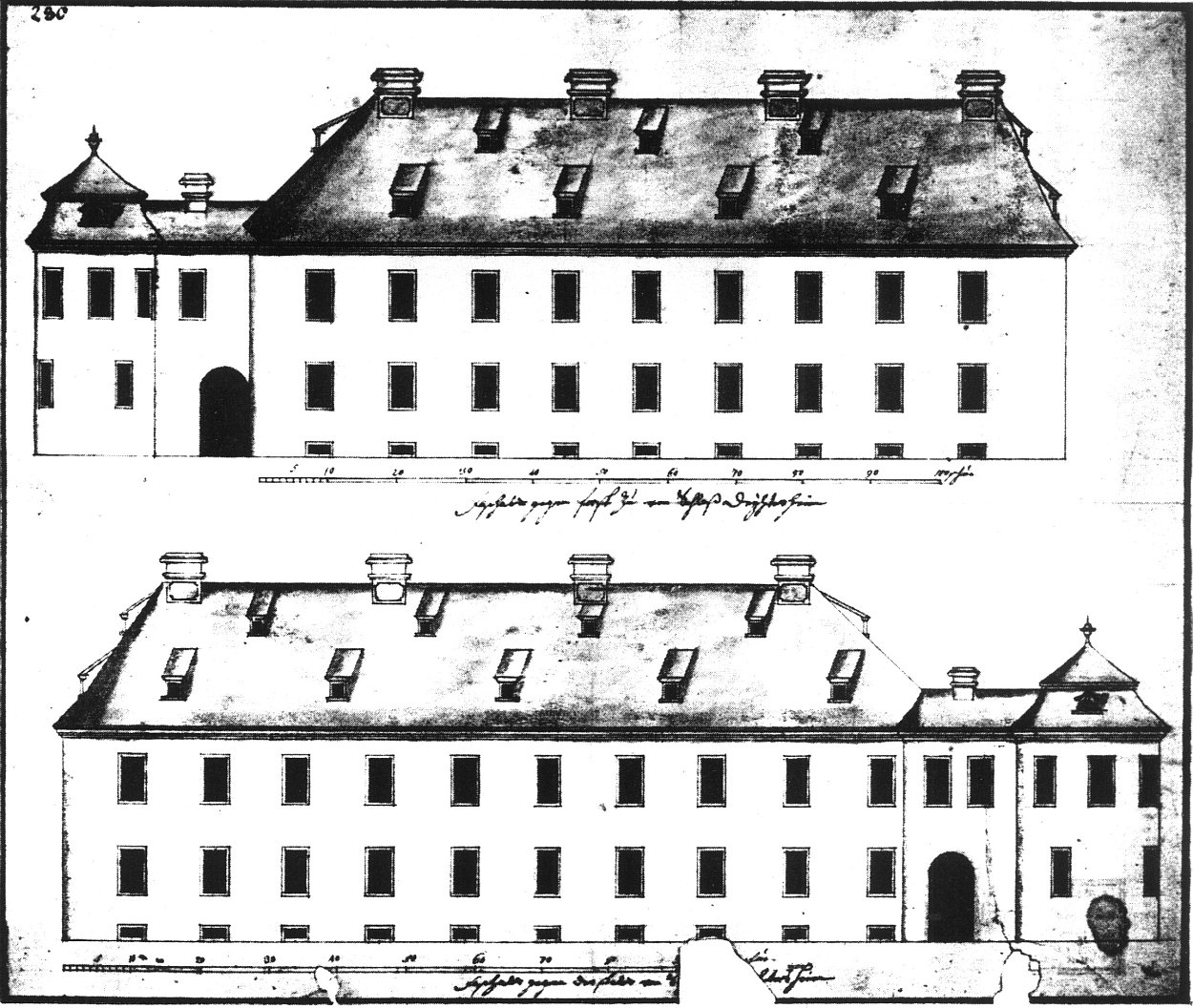
Aufriss von Schloss Deidesheim (1739)

Im Bauernkrieg wurde die Burg 1525 von aufständischen Bauern aus Wachenheim geplündert und erlitt im Dreißigjährigen Krieg, in dem Deidesheim mehrmals von den beiden Konfliktparteien erobert wurde, erneut schwere Schäden. Nachdem sie im Anschluss wiederhergestellt worden war, wurde sie 1689 im Pfälzischen Erbfolgekrieg von französischen Truppen eingeäschert, ebenso wie der Rest der Stadt. Danach begann man zunächst, den südwestlichen Teil und die Schlossbrücke wieder aufzubauen. Ab 1739 ließ der Speyerer Bischof Damian Hugo Philipp von Schönborn-Buchheim dann im Ostteil der Burg eine barocke Schlossanlage errichten; der Baumeister Johann Balthasar Neumann war – offenbar in beratender Funktion – 1740 vor Ort in Deidesheim. Die Pläne für den Schlossbau stammten vom fürstbischöflichen Baumeister Johann Georg Stahl, einem Schüler Neumanns. Die Arbeiten am Schloss waren 1746 beendet; ob die Pläne Stahls vollständig umgesetzt wurden, lässt sich heute nicht mehr feststellen.
Zur selben Zeit, als das Schloss gebaut wurde, kaufte der Speyerer Fürstbischof Franz Christoph von Hutten zum Stolzenberg den benachbarten Dienheimer Hof, die frühere Vorburg, und ließ hier ein repräsentatives Amtshaus herrichten. Die Amtmänner und Teile des Verwaltungsapparats hatten nun dort ihren Dienstsitz, die Amtskellerei blieb im Schloss. Während der Koalitionskriege wurde das Schloss verwüstet. Der heruntergekommene Bau diente den Deidesheimer Bürgern zunächst als billiger Steinbruch und wurde 1804 als Nationalgut versteigert; es ging, samt den Schlossgräben, an Heinrich Görg, der die Schlossruine für seine Söhne Johann Baptist und Friedrich Ignaz mit Bürgerhäusern überbauen ließ (Schloßstraße 4, 6 und 6a), die bis heute erhalten geblieben sind. Heinrich Görgs dritter Sohn Johann Adam ließ um 1830 daneben ein weiteres Gebäude errichten (Schloßstraße 2).
Heute ist die Familie Kern Eigentümer des Hauses Schloßstraße 4 sowie eines Teils des Schlossgartens und betreibt hier ein Restaurant; der Weinbaubetrieb wurde zwischenzeitlich eingestellt. Heinrich Görg, der die Schlossruine nach der Versteigerung übernahm, war ein Vorfahre der heutigen Eigentümer in der mütterlichen Linie. In dem Gebäude mit der Adresse Schloßstraße 6 war früher das Weingut Bried, heute ist hier das Atelier des Künstlerehepaares Friederike Zeit und Svein Narum beheimatet; der Gebäudeteil mit der Adresse 6a ist heute eine Wohneinheit. In dem Gebäude mit der Adresse Schloßstraße 2 war früher das Weingut Ferdinand Kimmich, heute ist hier eine Zahnarztpraxis.

## Anlage

### Baubeschreibung

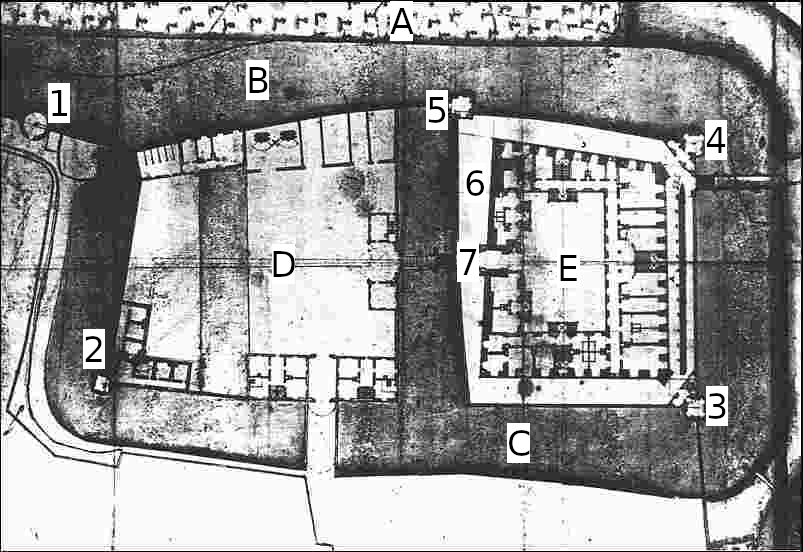
Grundriss der Burg aus dem Jahr 1739: 1=Turm der Stadtbefestigung; 2=Südwestlicher Turm (noch erhalten); 3=Turmruine; 4=Turmstumpf; 5=Verschwundener Turm; 6=Zwinger; 7=Bergfried (verschwunden); A=Wall; B=Hinterer Schlossgraben/Stadtgraben; C=Vorderer Schlossgraben, zwischen Stadt und Burg; D=Viehhof; E=Kernburg

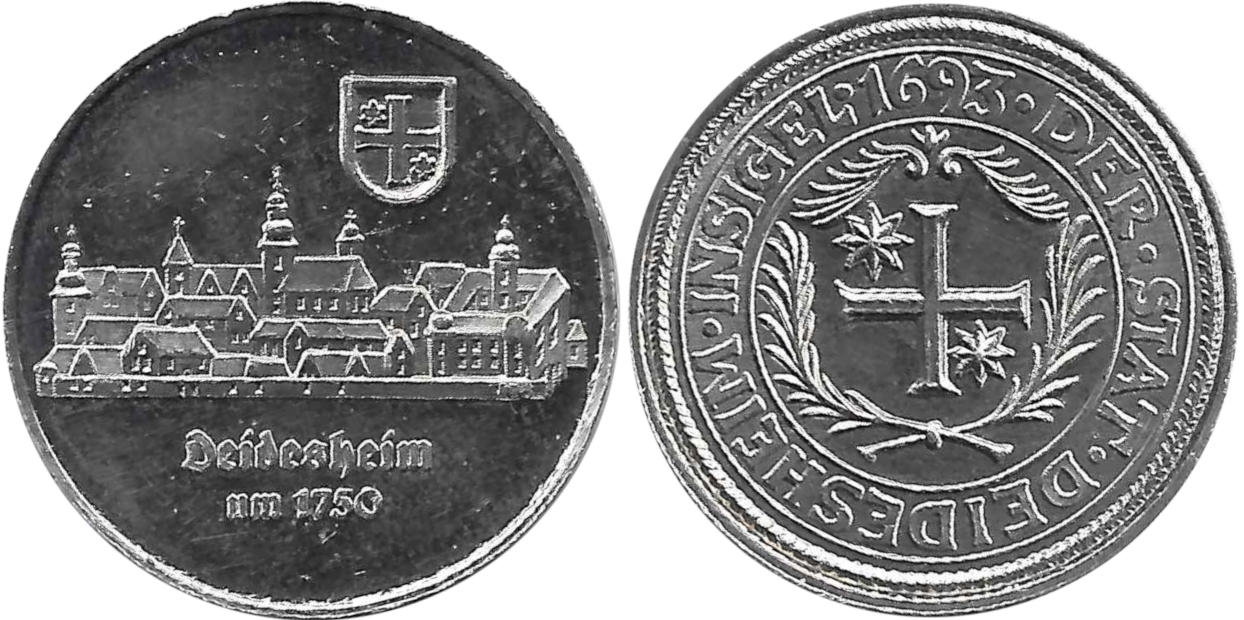
Auf einer Seite dieser Deidesheimer Gedenkmünze (links) ist ein Ausschnitt aus einem handgemalten Waldplan von 1772 aufgeprägt, der im Ratssaal des historischen Rathaus hängt. Man sieht die Silhouette Deidesheims; rechts ist das Schloss mit dem Bergfried abgebildet.

Die mittelalterliche Burg war ein zweigeteilter Bau, der von einem Burggraben umgeben war. Der westliche Teil der Burg – er wurde „Viehhof“ genannt –, beherbergte Wirtschaftsgebäude, Wohnungen für die Bediensteten der Burg, sowie das Amtshaus, das im Zuge des Pfälzischen Erbfolgekriegs vollständig zerstört wurde. Der Viehhof war durch den Burggraben von der Stadt getrennt und konnte über eine Brücke betreten werden. Am westlichen Ende des Viehhofs ist ein im Sockel mit Buckelquadern und mit einer Schlüssellochscharte versehener Flankierungsturm erhalten geblieben, der Pate für die Turmschreiber steht und als deren symbolische Residenz fungiert. Ebenfalls ist im Nordosten des Westteils der Burg ein langer, tonnengewölbter Keller eines barocken Stalles erhalten geblieben, die Gebäude in diesem Teil sind dagegen alle abgegangen. Heute stehen im Bereich des Viehhofs moderne Wohnhäuser.
Die eigentliche Kern- bzw. Hauptburg war früher der Sitz der Burgvögte bzw. später des Amtsmanns. Sie lag östlich der heutigen Schloßstraße. Sie war nur vom Westteil der Burg, dem Viehhof, über eine Holzbrücke erreichbar (die 1765 durch eine Steinbrücke ersetzt wurde) und von diesem durch einen Graben getrennt. Dieser Graben im Inneren der Burg, der Viehhof und Hauptburg trennte, ist heute zugeschüttet und nicht mehr erkennbar; er ist durch die Häuser mit den Adressen Schloßstraße 2, 8 und 8a überbaut. Die Hauptburg war von einem Zwinger umgeben und mit drei Flankierungstürmen bewehrt, von denen der nordwestliche gänzlich verschwunden ist, von dem nordöstlichen ist nur noch ein Stumpf erhalten. Der südöstliche ist am besten erhalten, hier haben zwei Schlüssellochscharten bis heute überdauert. Vermutlich stand dort, wo die Brücke vom Viehhof die Kernburg erreichte, der Bergfried, der heute ebenfalls verschwunden ist. Er war noch 1730 vorhanden und fungierte als Torturm.
Nach den Zerstörungen im Pfälzischen Erbfolgekrieg wurde der Bereich der Kernburg mit einem Schloss überbaut. Es war ein Gebäude aus vier zweigeschossigen Flügeln, die um einen rechteckigen Hof herum gruppiert waren, sowie dem Rest des mittelalterlichen Bergfrieds, der die Torkonstruktion bildete. Nach den Zerstörungen infolge der Koalitionskriege wurde die Schlossruine mit Bürgerhäusern überbaut; nur eine bauforscherische Untersuchung könnte klären, inwieweit noch Teile der einstigen barocken Anlage im heutigen Baubestand vorhanden sind. Das Bauensemble, das heute anstelle des barocken Schlosses steht – die Gebäude mit den Adressen Schloßstraße 2, 4, 6 und 6a – ist heute, wie die Reste der mittelalterlichen Burg bzw. des barocken Schlosses, als Kulturdenkmal eingestuft.
Das Doppelanwesen mit den Adressen Schloßstraße 4, 6 und 6a, zwischen 1808 und 1820 erbaut, besteht aus zwei zueinander spiegelsymmetrischen Wohnbauten. Der südöstliche Gebäudeteil ist mit einem Krüppelwalmdach, Zwerchgiebeln und Freigespärre versehen. Hier war früher der Hauptflügel des Schlosses. Wirtschaftsflügel entstanden anstelle der Seitenflügel des Schlosses; sie sind unterkellert mit tonnengewölbten Räumen. Auf der Südseite der Nr. 4 ist eine mit der Jahreszahl 1817 bezeichnete Sonnenuhr. Der rechtwinklige Innenhof dieses Doppelanwesens ist durch eine Mauer geteilt. Das Anwesen mit der Adresse Schloßstraße 2 ist ein zweigeschossiger Dreiseithof mit Krüppelwalmdach, errichtet um 1830. Die Hauptfassade Richtung Südwesten, zum Schlossgraben hin, weist klassizistische Charakteristika auf – einen Mittelrisalit, sowie Thermenfenster im Dreiecksgiebel; das Gesims ruht auf Konsolen.

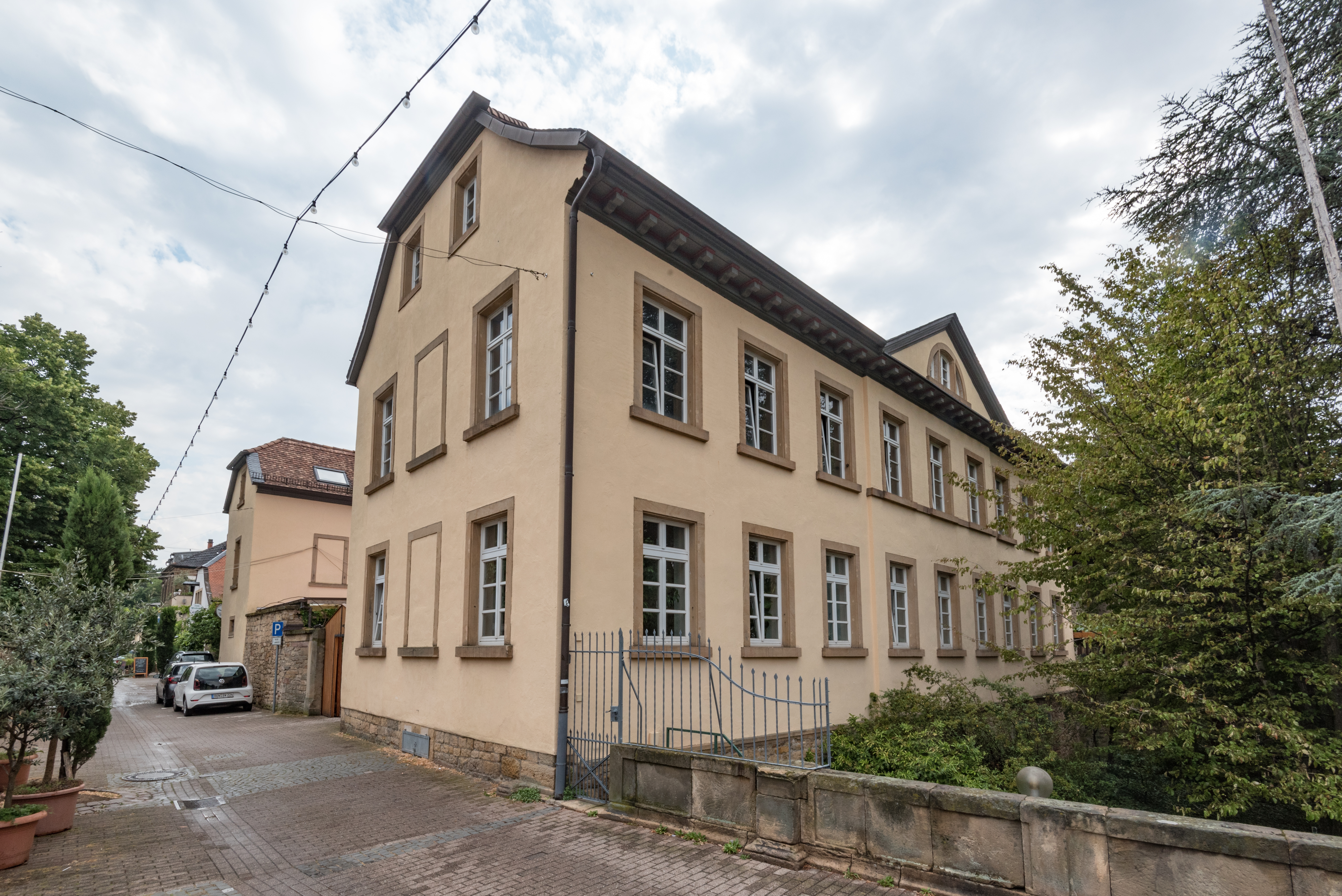
Schloßstraße 2
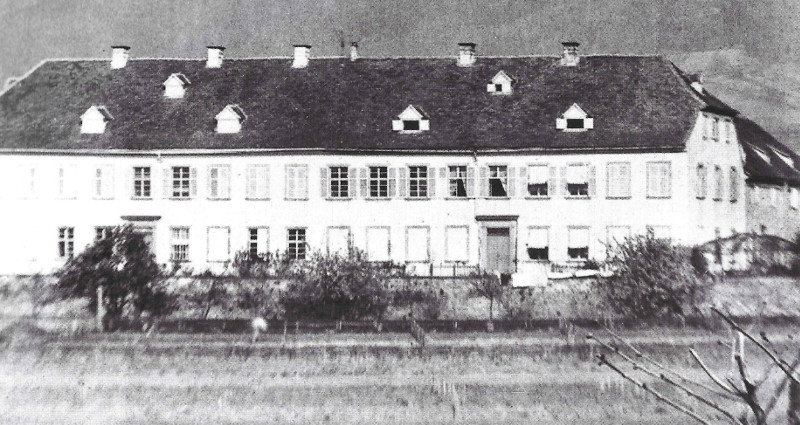
Schloßstraße 4 und 6 um 1870; die Giebel und das Freigespärre wurden erst um 1890 hinzugefügt
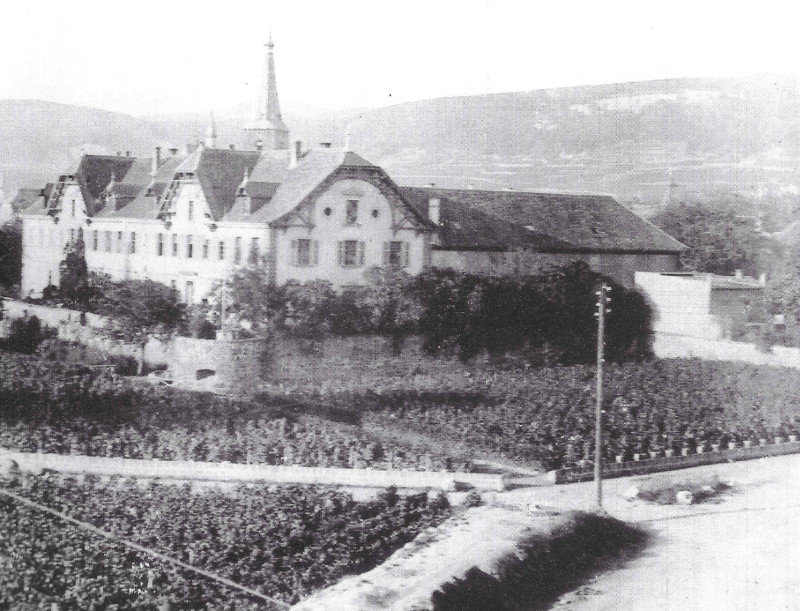
Schloßstraße 4 und 6 um 1900, davor die Zwingermauern und der Stumpf des nordöstlichen Turms
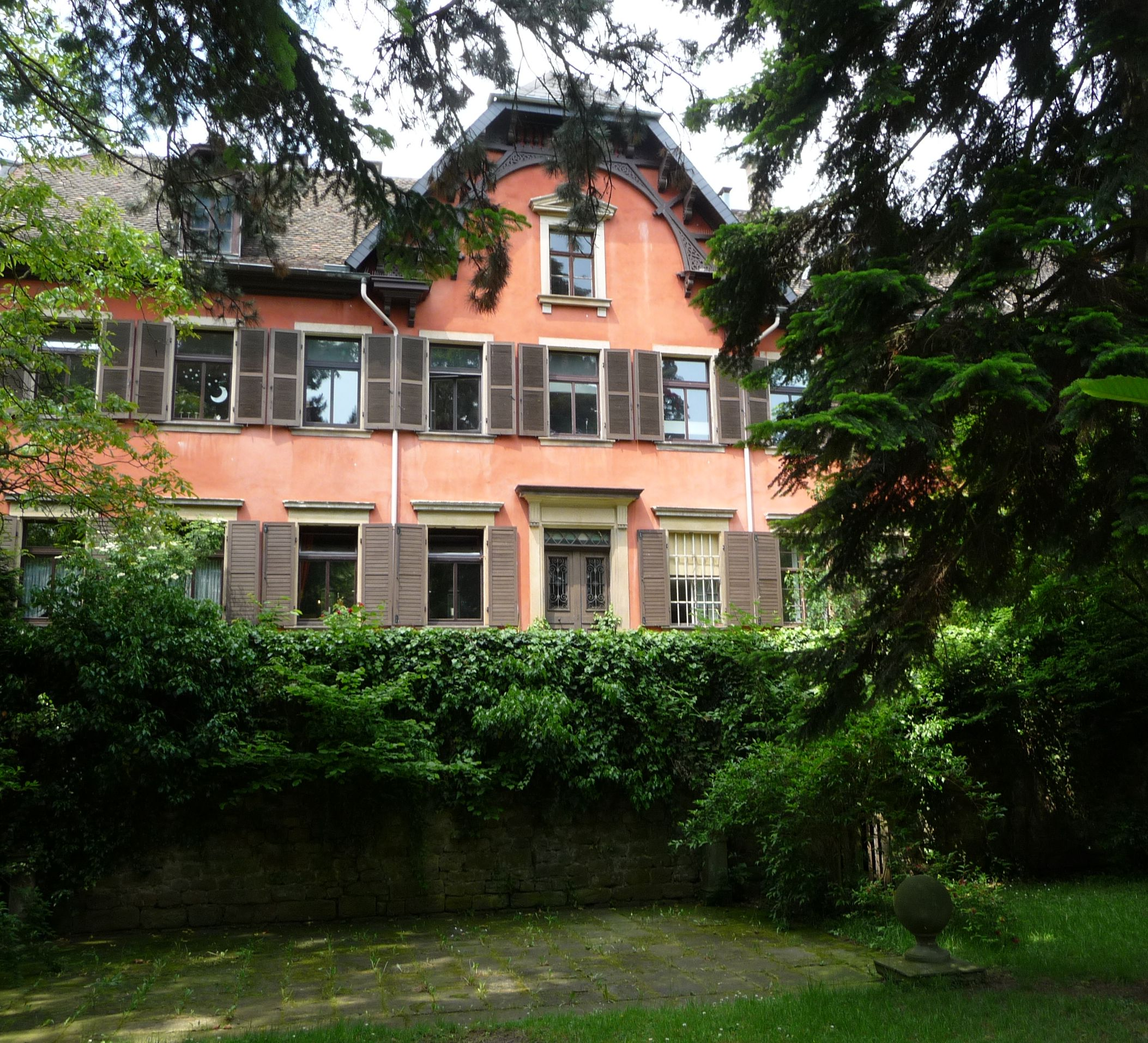
Schloßstraße 4 heute, Ansicht von Osten aus dem Schlosspark

Von den mittelalterlichen Bauten sind heute noch Keller sowie Teile der Wehranlage erhalten geblieben: Die Nord-, Ost- und Südseite des Zwingers der Hauptburg; von den Flankierungstürmen hier ist im Nordosten ein Stumpf, im Südosten in Turm in etwas größerer Höhe erhalten geblieben; am besten erhalten ist der Flankierungsturm im Südwesten des Viehhofs; insbesondere dieser wurde bei Sanierungsarbeiten 1974/75 restauriert. Zudem erhalten sind die West- und Südmauern des Viehhofs. Aus der Zeit des barocken Umbaus ist die steinerne Schlossbrücke mit ihren drei niedrigen, korbbogigen Arkaden erhalten geblieben.

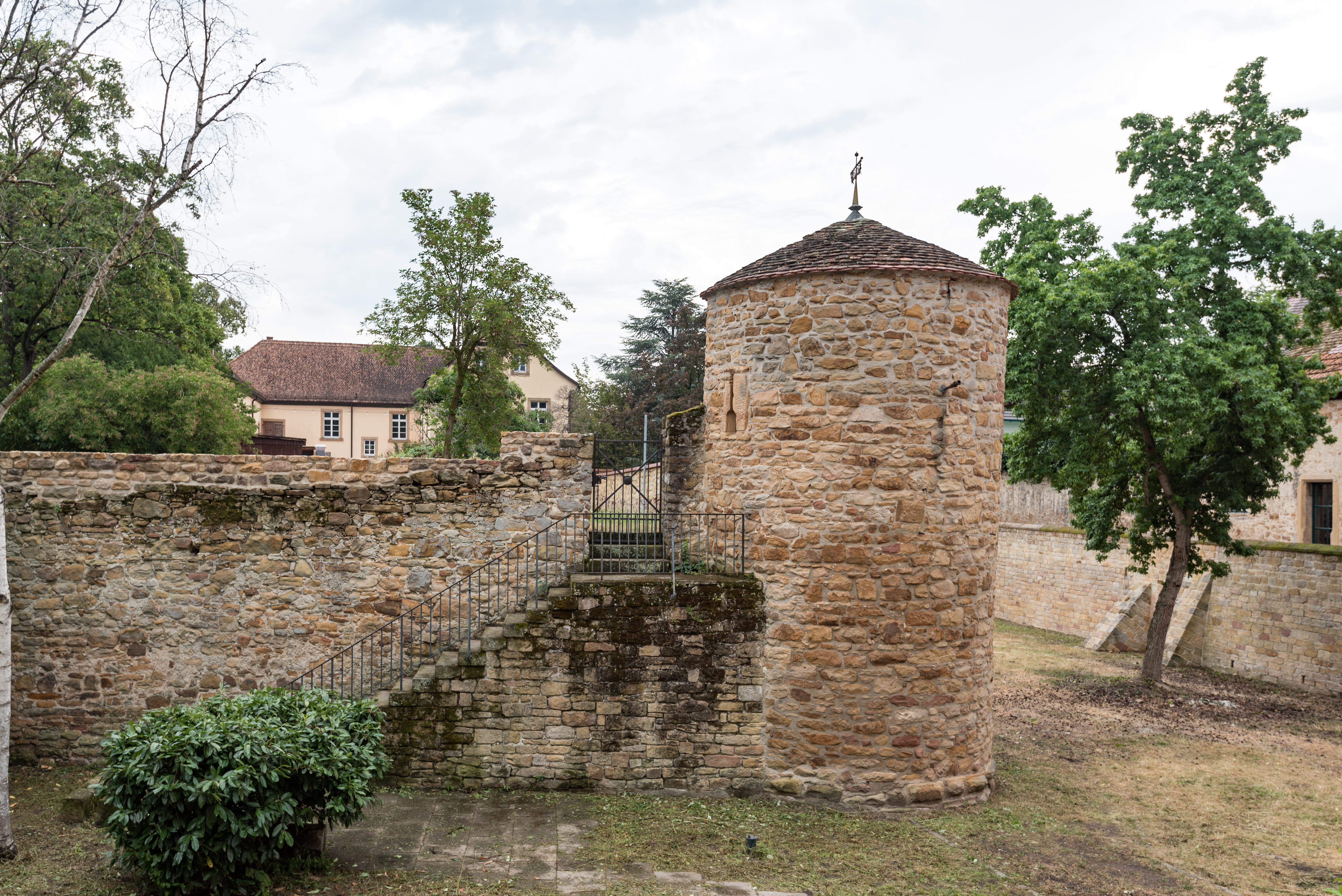
Der südwestliche Flankierungsturm des Viehhofs mit Schlüssellochscharte
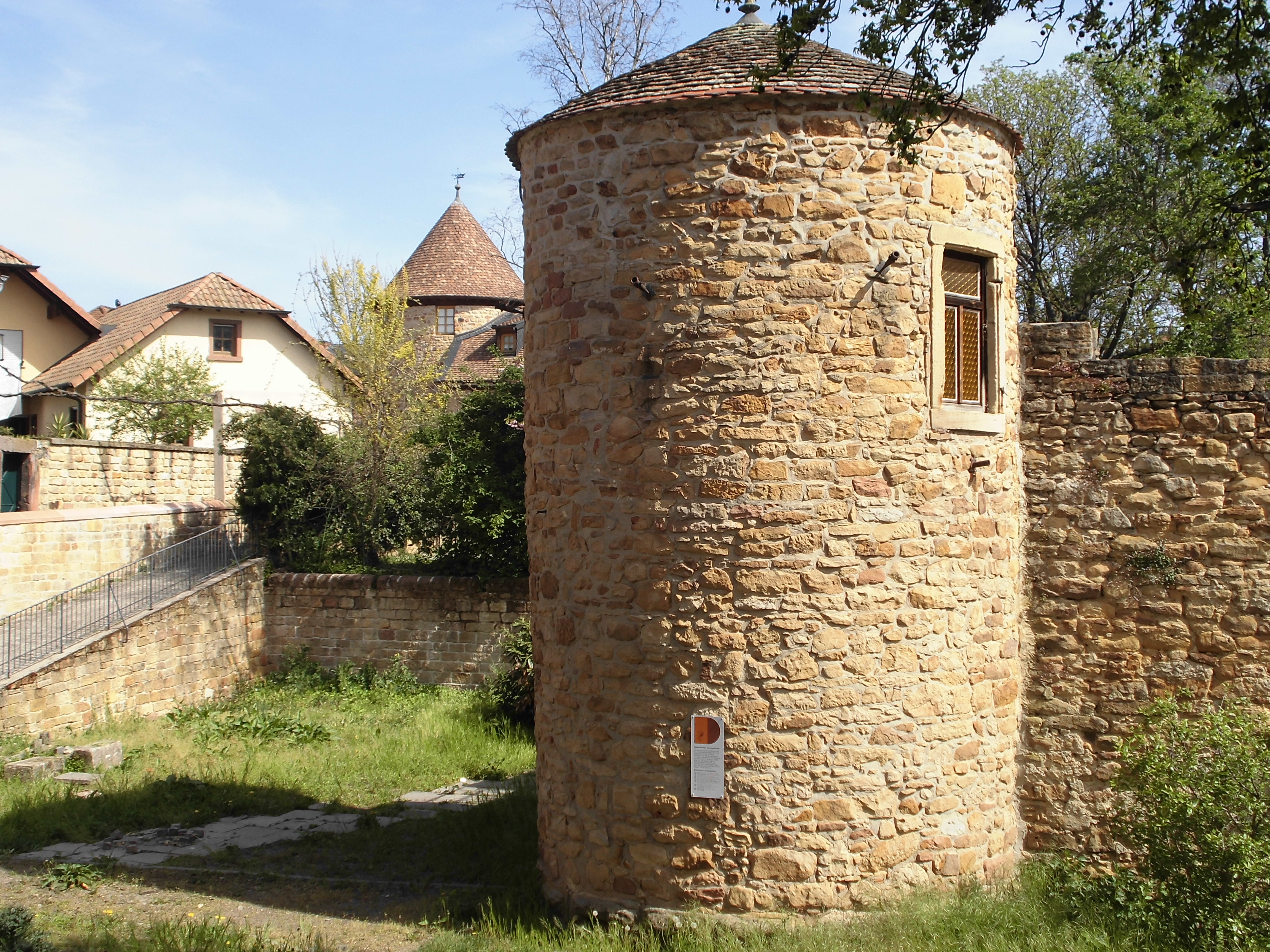
Flankierungsturm der Burg, links dahinter ein Turm der Stadtbefestigung; beide haben nicht mehr ihre ursprünglichen Dächer
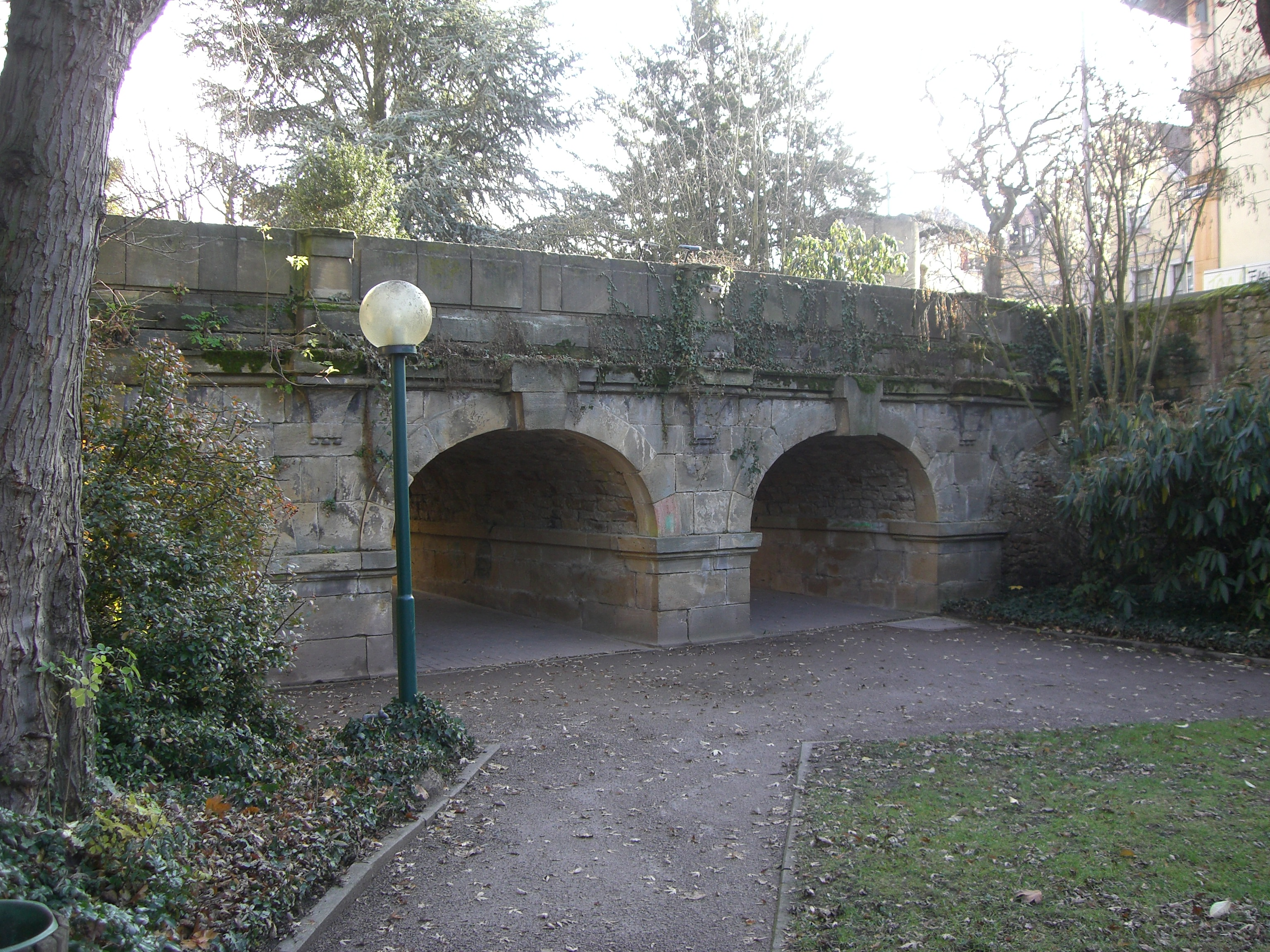
Die Schlossbrücke ist einer der wenigen sichtbaren Überreste der Bautätigkeit im Zeitalter des Barock

### Schlossgraben

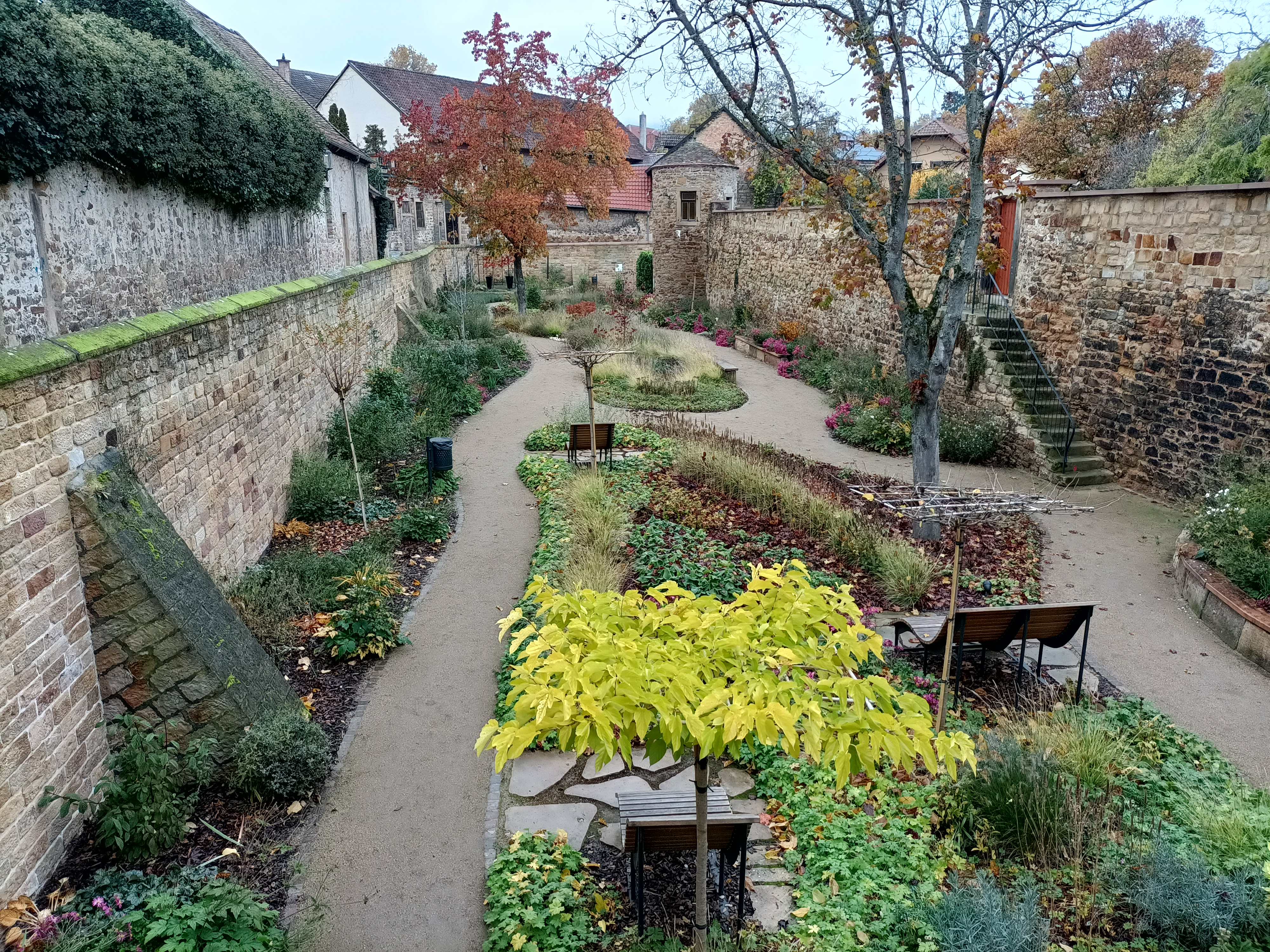
Südwestlicher Teil des Schlossgrabens

Die Gräben um die Burg gab es wohl schon seit deren Entstehung. Nachdem diese in die örtliche Befestigungsanlage integriert worden war, war der nördlich und östliche Teil des Burggrabens auch Teil des Stadtgrabens. Der übrige Teil wurde zeitweise für die Fischzucht verwendet. Bevor mit dem Aufbau des Schlosses begonnen wurde, ließ man im Beisein des Speyerer Fürstbischofs Damian Hugo Philipp von Schönborn-Buchheim Ende Oktober 1739 das Wasser aus den Gräben abfließen, wobei man jede Menge Karpfen und Karauschen einfing, die zum Teil verkauft und teils an den Bruchsaler Hof abgegeben wurden. Zwar wurden die Mauern der Gräben an manchen Stellen erneuert, das Wasser wurde danach jedoch nicht mehr gestaut.
1804 wurde das Schloss mitsamt der Gräben als Nationalgut an Heinrich Görg versteigert. Später teilten sich drei Familien den südlichen und westlichen Teil des Schlossgrabens; dieser Teil wurde dann von der Stadt Deidesheim gekauft bzw. gepachtet, welche die Anlage neu gestalten ließ. Sie wurde 1973 im Wesentlichen durch ehrenamtliche Arbeit von Deidesheimer Bürgern zu einem Park umgestaltet und 1976 im Beisein des rheinland-pfälzischen Ministers Otto Meyer eingeweiht. 2020/21 wurde dieser Teil des Schlossgrabens von meist ehrenamtlichen Helfern nochmals neu gestaltet, er soll in erster Linie der Erholung dienen. Dabei wurden unter anderem zwei Taschentuchbäume angepflanzt sowie Bänke und ein kleiner Pavillon aufgestellt. Der südöstliche Teil der früheren Schlossgräben ist heute noch Privateigentum. Im nordöstlichen Teil ist der „Erlebnisgarten“ der Stadt Deidesheim angesiedelt, ein Erholungs- und Erlebnisbereich mit rund 20 Spiel- und Erlebnisstationen.
Der westliche, südliche und östliche Grabenabschnitt ist heute noch im Wesentlichen als solcher erkennbar, wogegen der nördliche Grabenteil ebenso wie derjenige, der früher den westlichen Teil der Burg, den „Viehhof“, von der Kernburg trennte, heute zugeschüttet und überbaut ist.